# 브래드 패스트
브래드 패스트(영어: Brad Fast, 1980년 2월 21일 ~ )는 캐나다의 아이스하키 수비수로 2008년부터 2011년까지 안양 한라 소속으로 활약하였다. 브락 라던스키와는 대학 시절 한 시즌 한솥밥을 먹었던 동료이자 친구이다.
브리티시컬럼비아주 출신으로 미시간 주립 대학교 시절 당시 팀 주장으로 지냈고 2003년 NCAA 올스타 팀에 꼽힌 바 있다. 또한 1999년 NHL 드래프트에서 3라운드(전체 84)로 캐롤라이나 허리케인스의 지명을 받은 바 있으며, 2003년 이후 캐롤라이나 허리케인스의 마이너리그(AHL)팀인 로웰 락 몬스터스, 로스앤젤레스 킹스의 마이너리그(AHL)팀인 맨체스터 모나크스를 거쳐 NLA와 DEL, EBEL에서 활약했다. 그는 NHL 경기에 단 1경기에 출전했으며 이 경기에서 골을 터뜨린 바 있는데, 역대 NHL 선수 중 통산 1경기에 나와 1골을 넣은 선수는 패스트를 포함해 단 3명뿐이다. 그는 지난 2009년 2월 팀과 2년 재계약을 맺었다.
2008년 여름 안양 한라와 계약한 뒤 2009년 2월 팀과 2년 재계약을 맺었으나, 2009년 11월 일본에서 벌어진 오지 이글스와의 2009-10 시즌 원정 경기 도중 무릎 부상으로 시즌을 마감했다. 결국 구단은 부상으로 결장중이었던 존 아를 대체할 목적으로 영입했던 더스틴 우드와의 계약을 연장해 패스트 자리를 메웠고, 이 시즌 구단은 사상 처음으로 포스트 시즌 우승을 차지했다.
2011년 여름 구단과 계약한 3시즌이 종료되자 공식 은퇴를 선언했다.

## 개인 통산 기록
| 1999–00 | 미시간 주립 대학교    | NCAA | 42 | 5  | 9  | 14 | 20 | —  | — | — | — | — |
| 2000–01 | 미시간 주립 대학교    | NCAA | 42 | 4  | 24 | 28 | 16 | —  | — | — | — | — |
| 2001–02 | 미시간 주립 대학교    | NCAA | 41 | 10 | 16 | 26 | 26 | —  | — | — | — | — |
| 2002–03 | 미시간 주립 대학교    | NCAA | 39 | 11 | 35 | 46 | 28 | —  | — | — | — | — |
| 2002–03 | 로웰 락 몬스터스      | AHL  | 7  | 0  | 1  | 0  | 12 | —  | — | — | — | — |
| 2003–04 | 캐롤라이나 허리케인스 | NHL  | 1  | 1  | 0  | 1  | 0  | —  | — | — | — | — |
| 2003–04 | 로웰 락 몬스터스      | AHL  | 79 | 10 | 25 | 35 | 35 | —  | — | — | — | — |
| 2004–05 | 로웰 락 몬스터스      | AHL  | 32 | 1  | 5  | 6  | 23 | —  | — | — | — | — |
| 2004–05 | 플로리다 에버블레이즈 | ECHL | 14 | 2  | 5  | 7  | 0  | 18 | 1 | 3 | 4 | 6 |
| 2005–06 | 맨체스터 모나크스     | AHL  | 62 | 5  | 13 | 18 | 38 | 7  | 0 | 2 | 2 | 8 |
| 2006–07 | SCL 티거스            | NLA  | 30 | 3  | 8  | 11 | 22 | —  | — | — | — | — |
| 2007–08 | ERC 잉골슈타트        | DEL  | 15 | 1  | 3  | 4  | 2  | 3  | 0 | 1 | 1 | 0 |
| 2007–08 | EC 레드 불 잘츠부르크 | EBEL | 26 | 2  | 5  | 7  | 15 | —  | — | — | — | — |
| 2008–09 | 안양 한라             | ALIH | 33 | 7  | 27 | 34 | 32 | 7  | 0 | 3 | 3 | 6 |
| 2009–10 | 안양 한라             | ALIH | 18 | 7  | 16 | 23 | 16 | -  | - | - | - | - |
| 2010–11 | 안양 한라             | ALIH | 22 | 3  | 10 | 13 | 16 | -  | - | - | - | - |

## 참고 문서
- "Too FAST to Hang up Skates" 보관됨 2011-09-28 - 웨이백 머신 anyanghalla.ocm, July 26, 2011
- "Asia League crowns first Korean champion" nhl.com, April 7, 2010
- "Korean team writes history" IIHF.com, March 30, 2010
- "The True Leader" www.anyanghalla.com October 14, 2008
- "Two More for Fasty" www.anyanghalla.com Feb 18, 2009
- "Halla Signed Three Imports" www.anyanghalla.com July, 2008
- "New-look Anyang Halla adds western flavor" nhl.com, July 31, 2008
- 안양 한라 공식 홈페이지